# Groenbandgrondspecht
De groenbandgrondspecht (Colaptes melanochloros) is een vogel uit de familie Picidae (spechten).

## Verspreiding en leefgebied
Deze soort komt voor in oostelijk, centraal en zuidoostelijk Zuid-Amerika en telt vijf ondersoorten:
- C. m. melanochloros: zuidelijk Brazilië, zuidoostelijk Paraguay, noordoostelijk Argentinië en Uruguay.
- C. m. nattereri: noordoostelijk Brazilië via centraal Brazilië tot oostelijk Bolivia.
- C. m. melanolaimus: centraal en zuidelijk Bolivia.
- C. m. nigroviridis: oostelijk Bolivia, westelijk Paraguay en noordelijk Argentinië.
- C. m. leucofrenatus: westelijk Argentinië.

## Status
De grootte van de populatie is niet gekwantificeerd maar de soort wordt omschreven als tamelijk algemeen. Op de Rode lijst van de IUCN heeft deze soort de status niet bedreigd.